# Lattermanns Hof

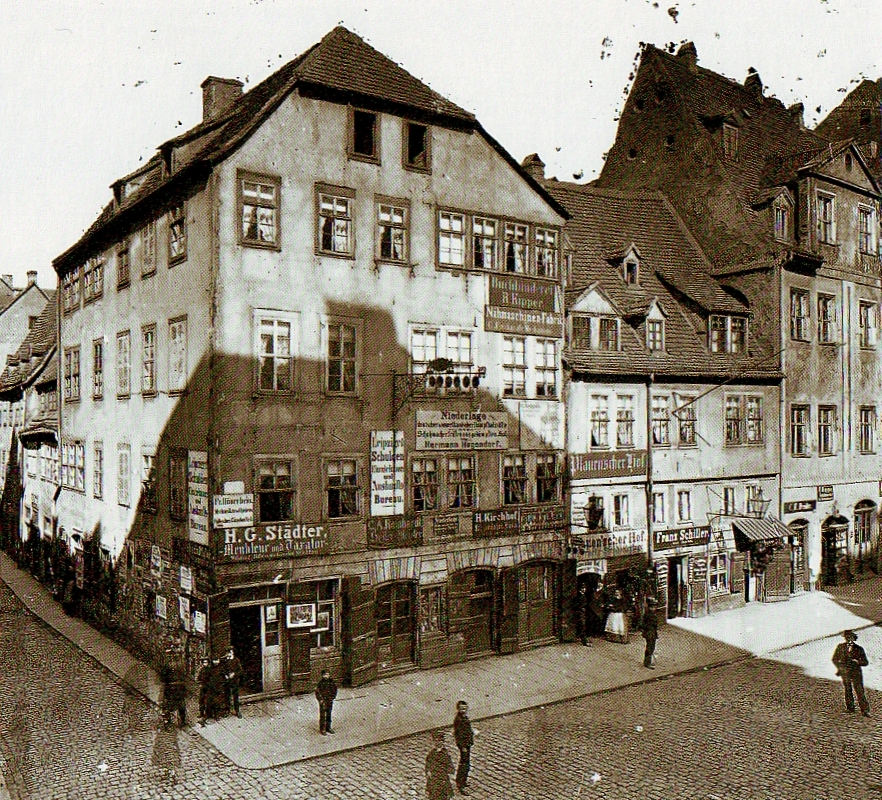
Plauenscher Hof (1874)
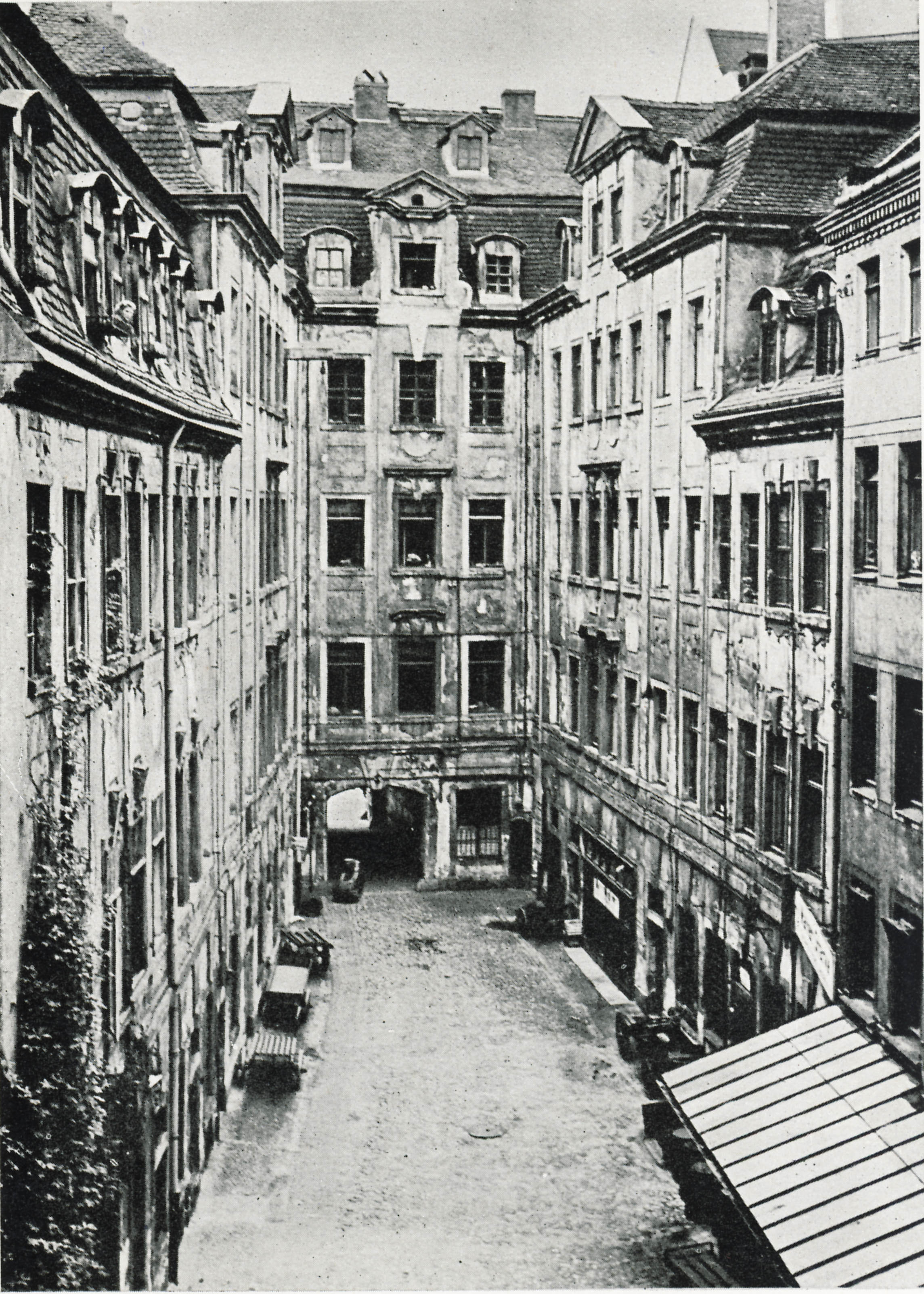
Lattermanns Hof, Innenhof (um 1900)

Lattermanns Hof war eines der Bürger- und Gewerbegebäude mit den damals für das Viertel um die Straße Brühl in Leipzig typischen Innen- oder Durchgangshöfen. Nach dem Abriss der alten, kleinen, aneinandergebauten Gebäude im Jahr 1733 wurde der neu entstandene Gebäudekomplex nach seinem Bauherren noch als Wincklersches Haus bezeichnet. Seinen Namen Lattermanns Hof mit dem jetzt größeren Durchgangshof erhielt der Bau nach dem Erwerb durch den Kaufmann Franz Lattermann. Im Zweiten Weltkrieg wurde der Gebäudekomplex weitgehend zerstört und so nicht wieder aufgebaut.
Inzwischen erinnert ein als Lattermanns Hof bezeichneter Teil des 2010 eingeweihten Einkaufszentrums „Höfe am Brühl“ wieder an den geschichtsträchtigen Gebäudekomplex.

## Architektur
Der große, vom Architekten und Maurermeister Christian Döring errichtete Bau mit seinen neun Achsen und vier Geschossen war sehr einfach strukturiert. Eine nur dreiachsige Vorlage (ein vor die Flucht des Hauptbaukörpers über alle Stockwerke hinweg vorspringender Bauteil, Risalit) trug wenig und einfachen Schmuck, „aufgesetzte Platten unter den Fenstern, einfache und flache Verdachungen und ganz unwahrscheinlich dünne Pilaster mit freien Kapitellen an den Kanten“. Die Rücklagen waren glatt. Die vielfach gespaltenen Platten unter den Fenstern waren gleich denen an der Stirnseite. Das einzig auffallende Element war der Dacherker mit einer für Leipzig neuen Giebelform, „die sich, wie es Lucas von Hildebrandt aufgebracht hatte, aus Kreisteilen gebrochen und geschwungen zusammengesetzt“. Der Giebel war mit volutenartigen Schnörkeln, Muscheln und Schuppenmustern gefüllt, „hart vor Beginn der Rocaille“. Die Fassade zeigte eine gerade Zahl von Fensterachsen, dementsprechend keine Mittelgipfelung, sondern eine Zerteilung auf zwei Zentren, Dreistöckigkeit und keine Beziehung zwischen Verdachungen und Giebel. Der Hof wirkte durch die neuartige Gliederung durch zweiachsige Risalite besonders stattlich, ein Baumerkmal, das bereits um 1729/1930 bei den Häusern Reichsstraße 25 und Katharinenstraße 5 auftauchte.
Der Historiker Nikolaus Pevsner meinte, das Wincklersche Haus, Brühl 27 wäre eine Ausnahme im Schaffen Dörings, „ein Kompromiß, den Döring mit dem neuen Stil der 30er Jahre zu schließen versuchte – freilich nur, um bald genug einzusehen, daß er bei einer solchen Wendung sein Eigenes und Bestes aufgeben mußte.“ Er stellt fest, wenn die Akten nicht ausdrücklich den Namen von Döring nennen würden, dem damals „angesehensten und beliebtesten Baumeister in Leipzig“, „die Zuschreibung könnte niemanden in den Sinn kommen“. Es scheint ihm nicht ganz ausgeschlossen, dass Dörings Sohn, der zwar schon 1773 Meister wurde, aber mit selbständigen Bauten erst 1737 in den Baubesichtigungen vorkommt, hier unter dem Werkstattnamen am Spätwerk seines Vaters beteiligt war.
In einer Akte zur Baubesichtigung vom 22. März 1735 hieß es, dass von Dr. Ben. Winckler eine Änderung der Fassade beabsichtigt war, um die Fenster symmetrisch zu verteilen, ferner ein Dacherker mit „frontons-Giebel“. Signiert war das Schriftstück von den Ausführenden Döring und Rühl als Gewerken. Bis September des Jahres war dann doch ein Neubau bis auf den Unterbau durchgeführt worden. Die Baukostentaxa betrug 41.000 Taler. Weiterhin war im Hof ein Neubau mit drei Seitengebäuden entstanden. Es wurde gleichzeitig vermerkt, wiederum signiert von Döring und Rühl, dass vor drei Jahren noch nichts von alledem gestanden hatte; auch dass die Innenausstattung reich war, mit zierlichen Öfen und Kaminen, Stuck- und Freskodecken.

## Geschichte
Auf dem Gelände der mittelalterlichen St. Katharinen-Badestube, Brühl 23, befand sich später eine Herberge, Einfahrt auf der heutigen Richard-Wagner-Straße, in der vor allem Plauener Kauf- und Fuhrleute während der Messe ihr Quartier hatten. Ab 1804 durfte man sich auch offiziell „Plauenscher Hof“ nennen. Zwei Jahre lang wurde sie von Ernst Pinkert (1844–1909) geführt, der in den beiden von ihm betriebenen Gaststätten ständig exotische lebende Tiere präsentierte. 1878 gab er dieser Neigung völlig nach und gründete den Zoologischen Garten. Der Plauensche Hof bestand bis 1874, er wurde durch Lattermanns Hof ersetzt. Hier befanden sich weiterhin Gastwirtschaften, unter anderem betrieb Louis Pfau hier nach 1900 das „Erste Wiener Café“.
In den Jahren 1733/35 wurde an der Stelle des alten Plauenschen Hofs und der Häuser an der östlichen Seite des früheren Halleschen Gässchen (Plauensche Straße) ein einziger Gebäudekomplex unter Führung des Baumeisters Christian Döring errichtet, bezeichnet als Wincklersches Haus, später auch Lattermanns Hof. Im März 1872 war die Leipziger Bau-Bank gegründet worden, ihr einziger Zweck war die Verwaltung, Verwertung und Veräußerung des der Gesellschaft gehörigen in Leipzig gelegenen Hausgrundstücks Plauenscher Hof, Brühl 23 (ehemals Plauensche Straße 8 / Brühl 76/77, im Jahr 1874 „erbaut anstelle des alten Plauenschen Hofs und der Häuser an der östlichen Seite des Halleschen Gässchens, jetzt Plauensche Straße.“). Die Geschäfte der Gesellschaft wurden von der Leipziger Immobilien-Gesellschaft geführt. 1919 wurde das Grundstück verkauft, 1920 trat die Gesellschaft in Liquidation. Die letzte Liquidationsrate wurde im Juni 1922 mit 70 RM ausgezahlt.
Lattermanns Hof grenzte nach dem Neubau 1733/35 in der Südseite mit der Hausnummer 27 an die Straße Brühl. im Westen an die Hallesche Gasse und im Norden mit der Hausnummer 13 an die heutige Richard-Wagner-Straße, vormals Plauenscher Platz.
Einer der Vorgängerbauten des Plauenschen Hofs wird im Zusammenhang mit dem angeblich, in jüngeren Jahren, lockeren Leben der Mutter des Komponisten Richard Wagner erwähnt. Die Bäckerstochter Johanna Rosine, geborene Pätz (1774–1848 in Leipzig) war, nach Ansicht von Martin Gregor-Dellin, in der Pension der Madame Susanna Friederica Hesse im Winklerschen Haus am Brühl (später Lattermanns Hof) vom Prinzen Constantin von Sachsen-Weimar-Eisenach untergebracht worden, wo dieser sie regelmäßig besuchte.
In einem Verzeichnis aus dem Jahr 1818 ist, noch ohne Straßenhausnummern, als Besitzer der Häusernummer 447 (Plauenscher Hof) „Peter“ eingetragen, für Haus Nummer 450 „Lattermann“. Bis 1883 gehörte der Komplex Brühl 27 mit Durchgang zur Richard-Wagner-Straße 13, dem Kaufmann Franz Lattermann und seinen Erben.
Die Brühlhöfe, einschließlich der Richard-Wagner-Straße, wurden durch ein anderthalb Wochen andauerndes Feuer, nach einem Bombenangriff am 4. Dezember 1943, fast vollständig zerstört, so auch Lattermanns Hof, nur neun Gebäude blieben erhalten.
Am 9. Dezember 2010 wurde der Grundstein für ein 2010 fertiggestelltes Einkaufszentrum „Höfe am Brühl“ gelegt, einer der vier unterschiedlichen Themenhöfe wird als Plauenscher Hof, ein anderer als Lattermanns Hof bezeichnet. Der Teil Lattermanns Hof wurde bereits bei seiner Planung den Themen Mode und Lifestyle zugedacht, entsprechende Firmen zogen hier ein.

## Gewerbebetriebe in Lattermanns Hof
Im Jahr 1855 wurde in einem Inserat des Speditions, Commissions-, Incasso-Geschäfts Eduard Oehme als Adresse Lattermanns Hof, Brühl 74 angegeben. Die spätere Hausnummer von Lattermanns Hof, Brühl 27, gehörte in dieser Zeit zum Plauenschen Hof, auch als Plauensche Passage bezeichnet.
Auf dem oben abgebildeten Foto ist zu sehen, dass dem damals noch Plauenschen Hof wohl mindestens zwei aneinandergebaute Häuser zugerechnet wurden, alle mit einem Giebeldach. In dem wohl älteren, mit zwei Stockwerken ein Geschoss niedrigeres Gebäude, befand sich die Gaststätte „Plauenscher Hof“, noch in der Schreibweise Plauen’scher Hof. Die einander anschließenden Geschäftslokale haben jeweils nur eine schmale Ladenfront.
Nicht alle Firmenschilder sind auf der Aufnahme zu entziffern. In dem höheren Eckhaus ist auf der Ecke im Erdgeschoss die Firma H. G. Städter, Meubleur & Taxator, mit ihrem Geschäft zu sehen (Meubleur, ein Händler von neuen und oft auch von gebrauchten Gerätschaften). Es schließt sich auf der Brühlseite die Firma C. A. Reinhardt an, gefolgt von H. Kirchhoff. Im ersten und zweiten Stockwerk ist von den Firmenschildern das Auskunfts-Bureau „Leipziger Schulden“ lesbar; Hermann Hagendorf mit einer Niederlage deutscher und amerikanischer Dampfschiffe; im obersten dritten Stockwerk die Buchbinderei R. Kipper und eine Nähmaschinen-Fabrik. Zu wem der ausladende, schmiedeeiserne Ausleger mit angehängten Medaillons im zweiten Stock gehört ist nicht zu erkennen.
Rechts neben der Gaststätte Plauenscher Hof befindet sich das Geschäft von Franz Schiller mit einer zimmerfenstergroßen Auslage. Das daran anschließende Gebäude ist durch die bereits höheren Stockwerke auch insgesamt höher als das Eckhaus. Das zweite Foto zeigt mit dem Durchgangshof dessen bereits wesentlich großzügigere Bauweise.
Ein nicht namentlich genannter Inserent der Leipziger Zeitung bot 1920 „eine Partie gegerbtes Curisches Bocksleder und gegerbte Elendhäute, Brühl, Lattermanns Hof“ an.
Fünf Jahre nach der Machtübernahme durch die Nationalsozialisten waren die meisten der hauptsächlich jüdischen Fellhändler bereits vertrieben. Das Fachverzeichnis „Führer durch den Brühl und die Berliner Pelzbranche“ aus dem Jahr 1938, nennt unter der Adresse Brühl 27 noch folgende Mitglieder der Pelzbranche:
- 3 Kürschner: Otto Barth, Emil Bliedtner und Fritz Rost
- 6 Rauchwarenhändler: Gerhard Bregula, Bernhard sowie Max Gräfe, M. Mames, Albin Wagner und Winkert & Co.
- Friedrich H. C. Wöbke, Naturalisieren, Ausstopfen, Tierkopfformen, Fellteppiche, Pelzzutaten.

Unter der Adresse Richard-Wagner-Straße 13
- (Pelz-)Zurichterei Dr. Meyer-Bremen.[17]

### Pelzhaus Alfred Krebs vorm. Arthur Wohlrab

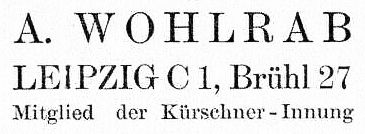

Das Unternehmen Pelzhaus A. Wohlrab, Arthur Wohlrab, gegründet am 1. April 1902 von Arthur Wohlrab, führte sich auf die frühere Firma Carl Friedrich zurück. Die Vorgängerfirma Carl Friedrich ist im Adressverzeichnis von 1900 unter gleicher Adresse, Brühl 27, angegeben, gleichzeitig mit dem Kürschner Carl Kirsten, ebenfalls als Pelzhersteller, nur bei Kirsten ist extra aufgeführt, dass er ein Geschäftslokal unterhält.
Als Einzelhandelsunternehmen befand es A. Wohlrab in Lattermanns Hof mitten im Pelzhandelszentrum Leipziger Brühl, ehemals einer der drei bedeutendsten Großhandelsplätze im Welthandel mit Pelzfellen (Rauchwaren). Der spätere Firmeninhaber Alfred Krebs (* 19. Oktober 1892 in Leipzig) nannte die Firma um in Alfred Krebs vorm. Arthur Wohlrab. Er erwarb den Gebäudekomplex Lattermanns Hof, „in dem sich ein Stück Brühl-Geschichte abgespielt hat“.
Im Jahr 1914 wies das Pelzhaus A. Wohlrab, Modehaus feiner Pelze, in einer Annonce darauf hin, dass es neben der Kürschnerei eine Schneiderei unterhält. Die Abbildungen einer Postkartenserie der Firma zeigen, dass das Unternehmen auch in seiner Stoffkonfektion überaus modisch war. Neben der Maßanfertigung von Pelzen, hielt man, bis dahin keineswegs selbstverständlich, fertig gearbeitete Pelze in größerer Auswahl vorrätig. Die für Kürschnerfachgeschäfte üblichen Servicearbeiten wie Pelzumgestaltungen, Pelzreparaturen, Pelzsommeraufbewahrung oder Pelzreinigung wurden ebenfalls angeboten. Die Kürschnerei beteiligte sich an den Leistungsschauen der Branche, wie der jährlichen Neuheiten-Ausstellung in Leipzig. Auf der Internationalen Pelzfach-Ausstellung (IPA) im Jahr 1930, der jemals größten Selbstdarstellung der Pelzbranche, gehörte Arthur Wohlrab mit zu den Ausstellern von Pelzkonfektion.

Modelle Pelzhaus A. Wohlrab, etwa 1912
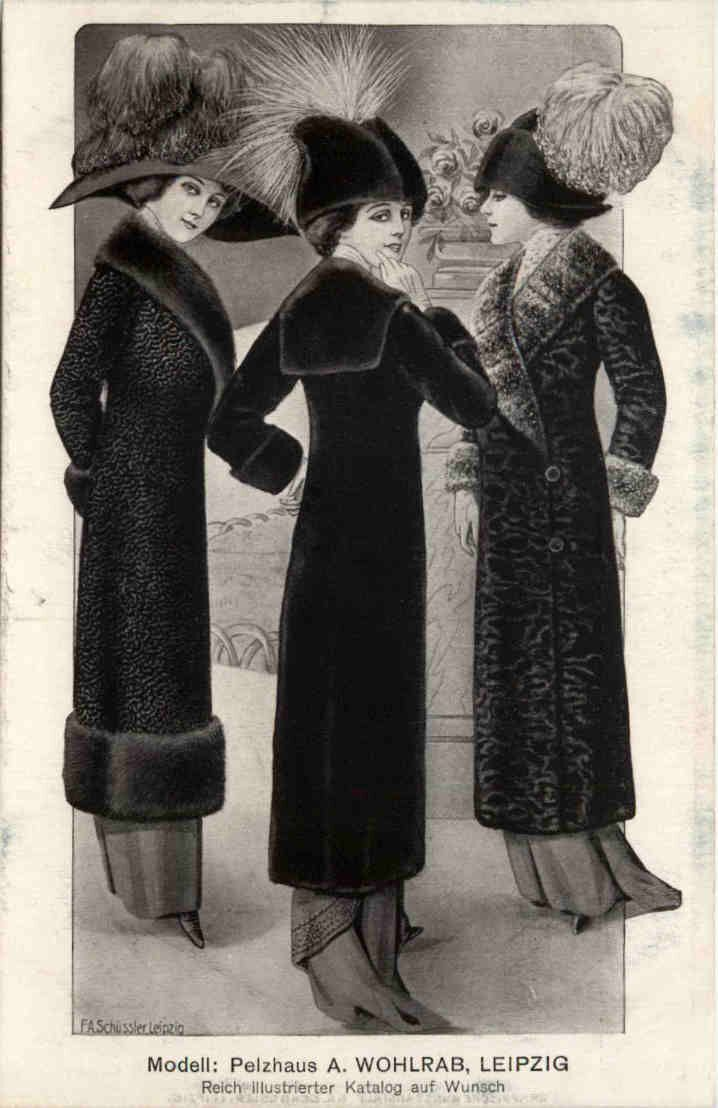
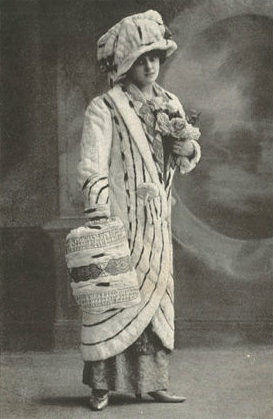
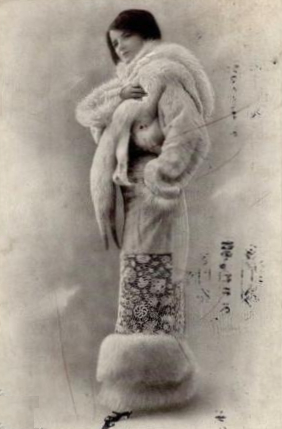
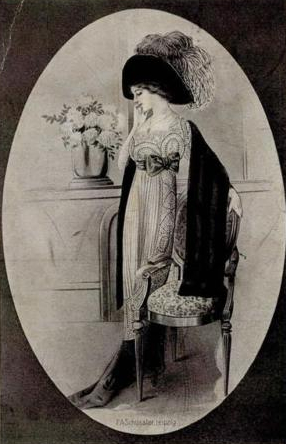

Alfred Krebs hatte sich nach seiner Rückkehr aus dem Ersten Weltkrieg im Jahr 1918 selbständig gemacht. Aus kleinen Verhältnissen heraus wurde die Firma über Leipzig hinaus bekannt. Nach der Übernahme von Arthur Wohlrab im Jahr 1934 erwarb er als „Krönung seines geschäftlichen Aufstiegs“ das Firmengebäude im damals bereits altbekannten Grundstück „Lattermanns Hof“, Brühl 27 und Richard-Wagner-Straße 13. 1943 wurden die Geschäftsräume durch die Kriegseinwirkungen zerstört. Alfred Krebs, seinem Sohn und dem im Jahr 1952 langjährigen Werkführer Meyer und übrigen Mitarbeitern gelang es, das Unternehmen wieder aufzubauen (Ladengeschäft im Brühl 37/39, Werkstatt Brühl 14).
Als eine der bekanntesten Persönlichkeiten des Leipziger Kürschnerhandwerks setzte sich Alfred Krebs in vielseitiger Form für seinen Berufsstand ein, 1942 war er über 20 Jahre im Vorstand der Leipziger Kürschnerinnung tätig gewesen. Er war Verfasser des Festspiels anlässlich der 500-Jahr-Feier der Leipziger Kürschner-Innung im Jahr 1924. Lange Jahre war er Festleiter des Deutschen Kürschnertages und betätigte sich als Ansager der Modenschau der Neuheiten-Ausstellung. In der Lieferungsgenossenschaft des sächsischen Kürschner- und Mützenmacherhandwerks (Laligo) war er im Aufsichtsrat. Seit Beginn des Zweiten Weltkriegs war er Vorsitzender der Abnahmekommission für Wehrmachtspelze.
Von vormals 794 Leipziger Rauchwarenhandlungen waren nach dem Zweiten Weltkrieg noch 170 übrig geblieben, von denen ein großer Teil vor der in der DDR zu erwartenden Verstaatlichung nach Westdeutschland zog, vor allem in das neu entstehende Pelzhandelszentrum in Frankfurt am Main um die Niddastraße. 1950, im Jahr nach Gründung der DDR, sind auf der Straße Brühl noch etwa 20 Kürschner im Fachverzeichnis der Pelzbranche eingetragen, wobei nicht angegeben ist, wer von ihnen Einzelhandel betrieb. Ein Kürschner Alfred Krebs ist, jetzt unter der Adresse Brühl 10–12, eingetragen. In der Liste der Genossenschafter des Kürschnerhandwerks ist Kürschnermeister Alfred Krebs, unter der Adresse Mörikestraße 7, mit Eintritt in die Genossenschaft am 31. Dezember 1948 verzeichnet, am 30. Dezember 1958 ist er aus der Genossenschaft ausgeschieden. Zum selben Zeitpunkt wurde stattdessen der Kürschnermeister Manfred Krebs, Brühl 10–12 eingetragen.